# イソソルビド
一般名イソソルビド（Isosorbide）として知られる医薬品は、利尿剤などとして用いられる製剤である。日本国内での商品名はイソバイドが知られている。最近ではゼリー状の商品もある（商品名メニレットゼリーなど）。

腎クリアランス性が高いため、硝酸エステルは狭心症薬として利用される。この場合、イソソルビド自体には狭心症に対する作用はない。

## 適応症
脳腫瘍時の脳圧降下、頭部外傷に起因する脳圧抗進時の脳圧降下、腎、尿管結石時の利尿、緑内障の眼圧低下、メニエール病、急性低音障害型感音難聴。

## 医薬品情報

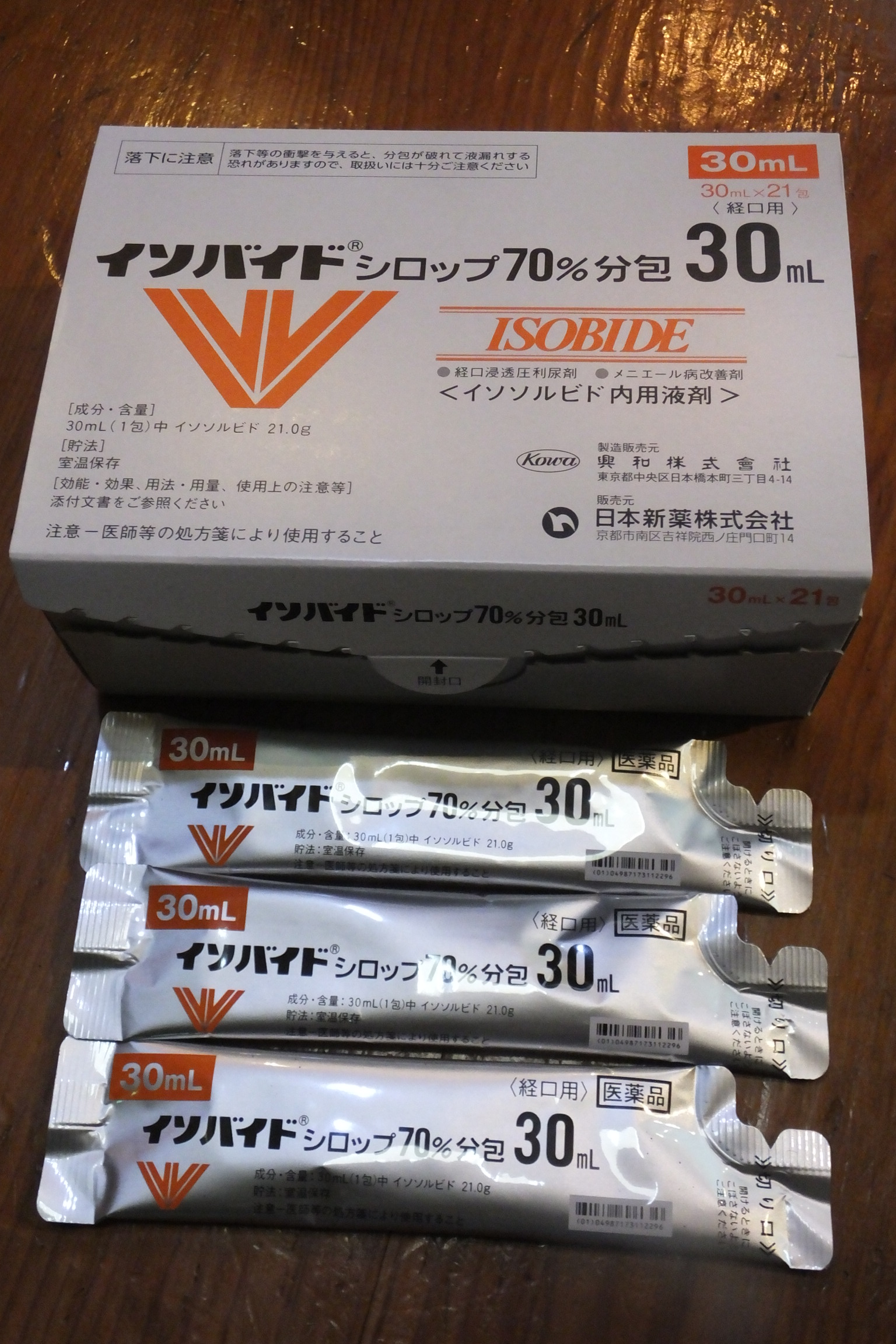
イソバイド・シロップ製剤 30ml

- 薬効分類名

経口浸透圧利尿・メニエール病改善剤
- 薬価基準収載年月

1968年6月
- 販売開始年月

1968年6月
- 最新の効能または効果追加承認

1988年2月 - メニエール病改善剤
- 規制区分

処方箋医薬品

## 薬効
経口吸収後、血液の浸透圧を増大させるので血管中に水分を貯留させ浮腫を除く作用がある。すなわち、脳腫瘍時の脳圧降下、頭部外傷に起因する脳圧抗進時の脳圧降下、緑内障の眼圧低下あるいはリンパ系の浮腫やメニエール病に対して血管外水分貯留（浮腫）を除く目的で利用される。単独あるいは他の作用機序の利尿剤と併用される場合もある。
一方、腎においては糸球体より分泌された後に尿細管で再吸収されないため速やかに体外に排泄されると共に、尿細管浸透圧を増大させるので尿量が増加する浸透圧利尿作用を持つ。

## 使用禁忌
- 急性頭蓋内血腫のある患者 - 頭蓋内圧低下により、一時的にとまっていた頭蓋内出血が再開するおそれがある。処置により再出血のおそれのないことを確認するまでは投与すべきではない。

## 副作用
- 消化器（0.1 - 5%未満）

嘔気、悪心、下痢、嘔吐、食欲不振
- 精神神経系（0.1 - 5%未満）

不眠、頭痛
- 過敏症（頻度不明）

発疹、紅斑
なお、長期連用で電解質代謝異常（頻度不明）を起こすことがある。

## 物性
- 化学名

1,4：3,6-dianhydro-D-glucitol
- 分子式

C6H10O4
- 分子量

146.14

## 薬物動態学
経口投与後24時間でおよそ80%程度が、未変化体（未代謝）のまま尿中に排泄される。